# Laurent François
Laurent François, född den 2 november 1698, död den 24 februari 1782, var en fransk abbé.
François riktade mot upplysningstidevarvets filosofer Preuves de la religion de Jésus Christ (1751) med flera apologetiska och polemiska skrifter. Dessutom är han författare till en Méthode abrégée et facile pour apprendre la géographie (1770).